# Parazit (povídka)
Parazit (anglicky "The Parasite") je sci-fi hororová povídka spisovatele Arthura C. Clarka, která vyšla v ČR ve sbírce Zkazky z planety Země (Knižní klub 1996 a Baronet 1996, 2011 ).
V angličtině vyšla např. ve sbírce Tales from Planet Earth.
Autor v předmluvě k povídce podává vysvětlení, že jde o obdobný námět jako u povídky Ten druhý tygr. Obě napsal na začátku 50. let a doufá, že obě jsou fantasy, nikoli sci-fi. Tím chce spisovatel sdělit, že doufá, že se příběhy z obou povídek nikdy nestanou skutečností a zůstanou jen literární fantazií. Kromě hororového zabarvení povídka obsahuje i psychologický profil protagonisty Connollyho.

## Postavy
- Connoly – citově nestálý muž, protagonista příběhu.
- Ruth – manželka Connolyho.
- Pearson – přítel Connolyho.
- Maude Whiteová – Connolyho milenka.
- Omega – vetřelec.

## Příběh
Literární práce Arthura C. Clarka vypráví příběh ženatého muže jménem Connolly, jenž příliš nedbá na manželskou věrnost a své ženě Ruth zahýbá. Každý románek je pro něj něčím novým. Tento věčný donchuán je stále zklamáván, neboť to, co hledá, lze najít jen v kolébce či hrobě, ale nikde mezi tím. Jednoho dne zničehonic odjede na středomořský ostrov Syrene, kde se izoluje.
Navštíví jej zde jeho přítel Pearson, jenž mu chce pomoci, ale neví jak. Netuší, co se s přítelem děje. Podaří se mu přimět Connollyho k rozhovoru. Connolly se jej zeptá, zdá si o něm Pearson myslí, že má přehnanou fantazii. Pearson odpoví záporně. Connolly tedy začne hovořit.
Vše začalo na jednom večírku, kdy se seznámil s jistou Maude Whiteovou a odešel s ní do bytu. Nalil pro sebe a pro ni drink – a mimoděk nachystal ještě jeden. V ten moment si uvědomil, že se mu v hlubinách mozku ukrývá vetřelec. Ztratí na chvíli vědomí a když se probere, všude kolem je spousta krve (pravděpodobně se zranil při pádu). Vyděšená Maude mu omývá tvář. Connolly má pocit, že se zbláznil. Pomalu zjišťuje, čeho je tajemná entita v mozku – Omega, jak si ji pojmenuje – schopna. Je přesvědčen, že se mu usídlila v mozku již před lety. Je to tvor z daleké budoucnosti, jenž se přenesl časem a telepaticky se mu usadil v mozku. Popásá se na jeho emocích, sdílí s Connollym veškeré myšlenky.
Connolly se domnívá, že lidstvo v budoucnosti zdegenerovalo, protože veškeré významné objevy již byly odhaleny, všechny hvězdy již vydaly svá tajemství a světy byly dobyty. Příslušníci jeho druhu se vracejí do minulosti, neboť ta jediná jim skýtá ještě nějaké dobrodružství. Connolly dokonce ve své mysli dokáže vidět projekci vetřelce – tkví ve vejčitém jakoby prázdném prostoru, do něhož se čas od času zanoří dokonalé ruce – pravděpodobně však robotické – aby jej nakrmily a namasírovaly. Nemá končetiny, jen leží stočený ve vejci a jeho velké chladné oči bez víček neustále pozorují. Jeho mozek pořádá štvanice stoletími a vyhledává oběti.
Pearson naslouchá vyprávění svého přítele, ale nedokáže uvěřit. Má dojem, že tato halucinace je personifikací viny, špatného svědomí za Connollyho nestálost a přelétavost v sexuálních vztazích. Během citových krizí, kterých již pár bylo, se Connolly vždy uchyloval na tento malý ostrov, kde se narodil svým slabým rodičům. Pearson ví, že jeho přítel zde hledá atributy, jichž se mu nedostává a jež marně hledal v náručí Ruth i ostatních žen – klid a spokojenost.
Pokusí se přemluvit Connollyho, aby s ním zašel do hotelu na večeři, ale on odmítá. Nechce být nablízku tolika lidem. Odchází domů.
Ráno se Pearson vzbudí po neklidné noci a v recepci hotelu si povšimne dvou anglických kufrů. Ze zvědavosti si prohlédne jmenovky, aby zjistil jméno krajana a ztuhne. Do hotelu přijela Maude Whiteová, nějak zjistila místo pobytu svého milence Connollyho. Musí také trpět, protože byla odmrštěna a neví proč. Jak mu již přítel naznačil, je to vytrvalá žena. Pearson se rozhodne odebrat se do vily, kde Connolly přebývá a stane se účastníkem dramatu. Žena vytáhne pistoli, ale Connolly je apatický a probere se až v momentě, kdy jej Pearson výkřikem varuje. Po krátkém zápasu se Connolly zmocní zbraně. Maude stojí ochromena strachem a zahanbením a omlouvá se.
Connolly jí velmi klidně odvětí, ať si s tím vůbec neláme hlavu. Svému příteli sdělí, že pochopil, na co vetřelec čeká. Protože je z budoucnosti, musí dokonale vědět, co se stane. Obrátí pistoli proti sobě a vystřelí.
Pearson si v ten okamžik zřetelně uvědomí, že Omega si bude muset najít novou oběť. Svět se mu zatmí před očima a v mysli mu vyvstane odporný tvor s velkýma očima.